# 港人論壇
港人論壇是於1991年短暫存在於香港的親中派政治團體，由傳統左派學校教師程介南領導。該團體成立于1991年1月20日，同年9月香港立法局舉行首次直選。

## 目標
該組織的宗旨是維護香港的繁榮與穩定以及國際性城市地位。它亦主張促成真正的「港人治港」，並促進香港与中國大陸的溝通，避免以對抗和隔絕的態度處理中港矛盾。

## 歷史
該團體共有13名創會成員，大多為專業人士。程介南擔任主席，馮以超、梁得君任副主席，關柏林為司庫，孫啓昌任秘書。 1991年區议会选举中，該黨以獨立候選人身份派出9名候選人參選，惟因資金問題提供的支援有限。
该團體对香港越南船民問題採取強硬立場。6月23日，該團體在香港地鐵柴灣站發起「徹底解決越南船民問題」簽名运动，要求美國積極解決船民問題，共徵集到4萬多個簽名。6月28日，該團體將簽名遞交至美國駐香港總領事館、港督府和聯合國難民事務專員公署，督促美國、英國及聯合國正視並解決非難民滯港問題，并將船民遣返越南。程介南表示滯港的越南人數已超出負荷，營內過於壓迫且常有暴力問題發生，他亦強調港人有權有權終止香港作為收容港的政策。
1991年立法局選舉中，程介南代表港人論壇參選港島東選區，敗於民主派的香港民主同盟候選人李柱銘及文世昌。1992年7月，程介南成為親中派民主建港協進聯盟（民建联）的創黨成員。